# Old Saybrook
Old Saybrook es un municipio ubicado en el condado de Middlesex, Connecticut, Estados Unidos. Tiene una población estimada, a mediados de 2021, de 10 563 habitantes.

## Geografía
La localidad está ubicada en las coordenadas 41°17′37″N 72°23′1″O / 41.29361, -72.38361 (41.293504, -72.383594).

## Demografía
Según la Oficina del Censo, en 2000 los ingresos medios de los hogares de la localidad eran de $62,742 y los ingresos medios de las familias eran de $72,868. Los hombres tenían ingresos medios por $48,527 frente a los $36,426 que percibían las mujeres. Los ingresos per cápita eran de $30,720. Alrededor del 4.5% de la población estaba por debajo del umbral de pobreza.
De acuerdo con la estimación 2016-2020 de la Oficina del Censo, los ingresos medios de los hogares de la localidad son de $86,802 y los ingresos medios de las familias son de $118,060. Los ingresos per cápita en los últimos doce meses, medidos en dólares de 2020, son de $55,191. Alrededor del 4.3% de la población está por debajo del umbral de pobreza.